# 莱凡库尔
莱凡库尔（法語：Leffincourt，法語發音：[lefɛ̃kuʁ]）是法国大東部大區阿登省的一个市镇，属于武济耶区。

## 地理
莱凡库尔（49°23'13"N, 4°32'47"E）面积18.02 平方千米，位于法国大東部大區阿登省，该省份为法国北部内陆省份，西接埃纳省，南至马恩省，东临默兹省，北与比利时接壤。
与莱凡库尔接壤的市镇（或旧市镇、城区）包括：布尔克、孔特勒沃、库洛姆和马尔克尼、德里库尔、马绍、基伊、图尔塞勒-肖蒙。

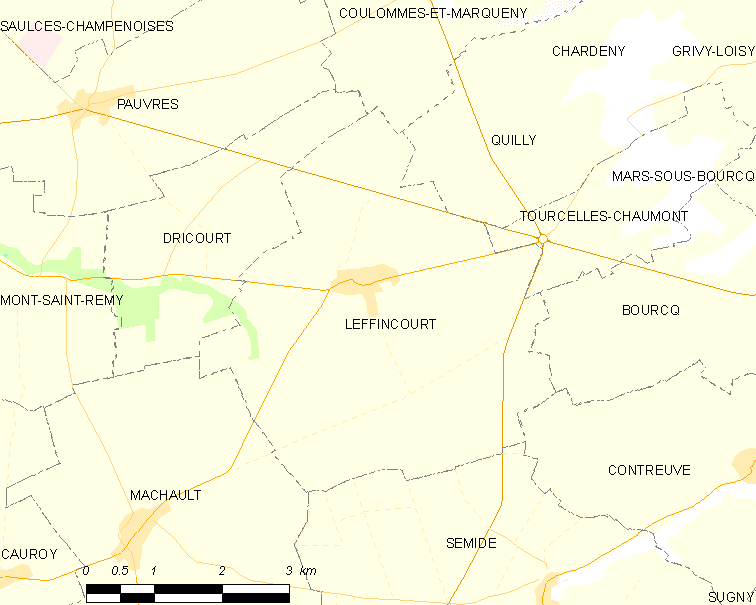
莱凡库尔的OSM定位图

莱凡库尔的时区为UTC+01:00、UTC+02:00（夏令时）。

## 行政
莱凡库尔的邮政编码为08310，INSEE市镇编码为08250。

## 政治
莱凡库尔所属的省级选区为阿蒂尼县。

## 人口

1962-2008年间莱凡库尔人口变化图示

莱凡库尔于2022年1月1日时的人口数量为189人。